# Alessandro Giordano
Alessandro Giordano (Rocca San Casciano, 6 settembre 1926 – Novara, 15 agosto 2012) è stato un politico italiano.

## Biografia
Insegnante (laureato in lettere), preside, esponente storico della Democrazia Cristiana novarese negli Anni Settanta, segretario provinciale della Dc, è stato anche consigliere comunale, capogruppo della Democrazia Cristiana e amministratore dell'ospedale di Novara. È stato anche sindaco di Ameno negli anni '60.
Deputato per tre legislature (dal 1968 al 1979), è stato vicepresidente della VIII Commissione istruzione e belle arti.
Il 15 agosto 2012 è deceduto all'età di 85 anni.
Era sposato con Rosanna Colonna oltre a essere lo zio di Massimo Giordano, assessore regionale ed ex sindaco di Novara.